# ستيفن سانفورد
ستيفن سانفورد هو لاعب البولو وشخصية أعمال وسياسي أمريكي، ولد في 26 مايو 1826، وتوفي في 13 فبراير 1913. نشط حزبياً في الحزب الجمهوري. وقد انتخب عضو مجلس النواب الأمريكي ‏.